# Museu Cívico de Castelvecchio
Museu Cívico de Castelvecchio (em italiano: Museo Civico di Castelvecchio) é um museu em Verona, norte da Itália, localizado no castelo medieval de mesmo nome. Restaurado pelo arquiteto Carlo Scarpa, entre 1959 e 1973, tem realçada o exterior da construção e objetos expostos.  O estilo arquitetônico único de Scarpa é visível nos detalhes dos portais, escadarias, mobíliário e mesmo acessórios desenhados para manter um pedaço específico do trabalho artístico.
O museu expõe uma coleção de escultura, estátuas, pinturas, armamento antigo, cerâmicas, trabalhos em ouro e alguns sinos antigos.
As esculturas, a maioria do período românico de Verona, incluem:
- Sepolcro dei santi Sergio e Bracco, baixo-relevo de 1179.
- Crocifisso e dolentia,  século XIV trabalho em tufo pelo então chamado Mestre de Santa Anastasia, da igreja de São Giacomo de Tomba.
- Santa Cecilia e santa Caterina, do mesmo Mestre de Santa Anastasia.
- Estátua eqüestre de Cangrande I della Scala, vinda do complexo gótico de Arche scaligere.

As pinturas incluem:
- Madonna della quaglia de Pisanello
- Madonna del roseto de Stefano da Verona
- La Crocifissione  e Madonna dell'umiltà de Jacopo Bellini
- La Madonna col Bambino de Gentile Bellini
- La Sacra Famiglia de Andrea Mantegna

Há também numerosas pinturas e afrescos do século XIV.

## Roubo em 2015
Em 19 de novembro de 2015, 17 quadros, incluindo de pintores como Tintoretto e Rubens, foram roubados do museu.